# الاولی (حوزه انتخاباتی ویدهان شبها)
الاولی (حوزه انتخاباتی ویدهان شبها) (هندی: अलौली विधान सभा निर्वाचन क्षेत्र) یک منطقهٔ مسکونی در هند است که در بیهار واقع شده‌است.